# Positive Songs for Negative People
Positive Songs for Negative People è il sesto album in studio del cantautore inglese Frank Turner, pubblicato nel 2015.

## Tracce
Edizione Standard

Testi e musiche di Frank Turner, eccetto dove indicato.
1. The Angel Islington – 2:26
2. Get Better – 2:46
3. The Next Storm – 3:34
4. The Opening Act of Spring (Frank Turner, Matt Nasir) – 3:00
5. Glorious You – 3:15
6. Mittens – 4:30
7. Out of Breath – 2:06
8. Demons – 4:05
9. Josephine – 3:22
10. Love Forty Down – 2:30
11. Silent Key – 4:40
12. Song for Josh – 3:28

Tracce Bonus - Edizione Deluxe
1. Get Better (acoustic version) – 2:50
2. The Next Storm (acoustic version) – 3:34
3. The Opening Act of Spring (acoustic version) – 3:20
4. Glorious You (acoustic version) – 3:51
5. Mittens (acoustic version) – 4:18
6. Out of Breath (acoustic version) – 2:00
7. Demons (acoustic version) – 4:26
8. Josephine (acoustic version) – 3:29
9. Love Forty Down (acoustic version) – 2:35
10. Silent Key (acoustic version) – 4:26